# گل‌میرزا
گل‌میرزا (به ترکی آذربایجانی: Gyulmirza) یک منطقهٔ مسکونی در جمهوری آذربایجان است که در شهرستان ایمیشلی واقع شده‌است.